# Georges Hayem
Georges Hayem (Parigi, 25 novembre 1841 – Parigi, 27 agosto 1933) è stato un ematologo e medico francese.

## Biografia
Studiò medicina a Parigi, poi diventò professore di terapia e materia medica. A partire dal 1878 lavorò presso l'Hôpital Tenon; successivamente, lavorò presso l'Hôpital St. Antoine. Dal 1893 al 1911 ottenne una cattedea presso la clinica medica dell'ospedale.
Georges Hayem fu un pioniere nel campo dell'ematologia, e fu ricordato per i suoi studi sulla formazione di leucociti ed eritrociti.
Eseguì il primo conteggio preciso delle piastrine del sangue è accreditato per la creazione di una soluzione composta da cloruro mercurico, da cloruro di sodio e da solfato di sodio, usata per diluire il sangue prima che contasse gli eritrociti con la "Camera di Burker".
Nel 1874 fornì una descrizione dell'epatite cronica interstiziale.
La sindrome di Hayem-Widal, prese il nome da lui stesso e dal batteriologo Georges-Fernand Widal. Inoltre, ha introdotto una soluzione endovenosa salina per il trattamento del colera asiatica.
Nel 1872 fondò la rivista Revue des sciences médicales en France et à l’étranger.

## Opere
- Recherches sur l’évolution des hématies dans le sang de l’homme et des vertébrés. Archives de physiologie normale et pathologique, Paris, 1878, 5: 692–734.
- Traitement du choléra, G. Masson, Paris, 1885.
- Du sang et ses altérations anatomiques, G. Masson, Paris, 1889.
- Lecons cliniques sur les maladies du sang, G. Masson, Paris, 1900.
- L’hématoblaste, troisième élément du sang, Paris, Presse univ. de France, 1923.[1]